# Задубровська сільська рада
55°8′57″ пн. ш. 30°23′42″ сх. д. / 55.14917° пн. ш. 30.39500° сх. д.
Задубро́вська сільська́ ра́да (біл. Задубро́ўскі сельсавет) — адміністративно-територіальна одиниця у складі Вітебського району, Вітебської області Білорусі. Адміністративний центр сільської ради — агромістечко Задубров'є.

## Розташування
Задубровська сільська рада розташована на півночі Білорусі, на північному сході Вітебської області, на північний схід від обласного та районного центру Вітебськ.
Найбільша річка, яка протікає територією сільради, зі сходу на захід — Західна Двіна та її ліва притока Каспля. 
Великих озер, площею більше 0,1 км², на території сільської ради немає.

## Склад сільської ради
До складу Задубровської сільської ради входить 28 населених пунктів:
| - Задубров'є — агромістечко. - Автушкове — село. - Білики — село. - Велика Любщина — село. - Ботаничі — село. - Гора — село. - Гунченки — село. - Застінки — село. - Іванькове — село. - Кам'янка — село. - Корівка — село. - Кравцове — село. - Краски — село. - Круподери — село. | - Лемниця — село. - Лозоватка — село. - Мала Любщина — село. - Орешенки — село. - Пенкловичі — село. - Присушине — село. - Прудники — село. - Рибалки — село. - Саловичі — село. - Слобода — село. - Терехове — село. - Трущи — село. - Храпольне — село. - Шаури — село. |